# Lunático (Gotan Project)
Lunático é o terceiro álbum do grupo musical Gotan Project, lançado em 2006. O título do álbum é o  nome do cavalo do cantor de tangos Carlos Gardel.

## Faixas
1. "Amor Porteño"
2. "Notas"
3. "Diferente"
4. "Celos"
5. "Lunático"
6. "Mi Confesión"
7. "Tango Canción"
8. "La Vigüela"
9. "Criminal"
10. "Arrabal"
11. "Domingo"
12. "Paris, Texas"